# Площадь Чекистов (станция скоростного трамвая)
«Пло́щадь Чеки́стов» — закрытая станция скоростного трамвая в Волгограде. Названа в честь одноимённой площади.

## История
Станция открыта 5 ноября 1984 года в составе первой очереди строительства. С наступлением 2022 года и новым графиком движения подвижного состава станция обновила принятие пассажиров с новым интервалом следования трамваев.
До пуска в 2011 году второй линии скоростного трамвая служила конечной для единственного маршрута и транспортно-пересадочным узлом. Также, до ввода в эксплуатацию новых остановок, оставалась единственной станцией на территории Ворошиловского района Волгограда.

## Технические подробности
Станция состоит из единственной платформы, расположенной на разворотном кольце на склоне оврага, образованного поймой реки Царица, несколько ниже одноимённой площади.
Кольцо является однопутным, однако есть ещё один внешний путь, поднимающийся вверх по склону оврага. Он используется для отстоя специальной техники и погрузки (выгрузки) вагонов, так как линия скоростного трамвая не соединяется с центральной трамвайной сетью.
Ранее платформа располагалась сразу же после поворота путей с эстакады в сторону кольца, однако была перенесена на нынешнее место при строительстве портала второй очереди скоростного трамвая.